# 蓮實光
蓮實 光（はすみ ひかる、1986年10月14日 - ）は、日本の男性総合格闘家。パラエストラ栃木所属。栃木県出身。

## 来歴
3兄弟の末っ子。金田北中学校、那須清峰高等学校出身。小学校、高校時代に野球部のエースとして活躍。小学校時代から始めた柔道では、中学で全国大会出場。柔道3段。魔裟斗に憧れ、格闘技の世界に入る。
2011年
パラエストラ松戸に入門。アマチュア修斗東北選手権大会で優勝し、全日本アマチュア修斗選手権に出場。1回戦で敗退し、態度が悪かったことから100日間の出場停止を命じられる。12月、GLADIATOR27でプロデビュー。GLADIATOR無敗のスティーブ・ブラウンに判定勝ち。
2012年
DEEP TOKYOで格上の別府セブンに判定勝利。10月、GRABAKALIVE2で持ち前の打撃で15秒TKO勝利。
2013年
7月、パンクラスで清水ダイキに苦手の寝技に付き合わされ判定負け。9月、BaysideFightで神田周一に持ち前の打撃とバックボーンの柔道の投げで判定勝利。10月、GRABAKALIVE2で野村克也を1R1分45秒でパウンドアウト。12月、BaysideFight2で牛久絢太郎にハイキックで右目の上まぶたをカットし、ドクターストップ。
2014年
4月、BaysideFight3ネオブラット一回戦で小金翔に判定勝利。6月、パンクラスネオブラット準決勝で牛久絢太郎と対戦。鼻からの出血でドクターストップによる敗戦。12月、パンクラスで飯嶋貴行に判定勝利。
2015年
4月、パンクラスで土井潤に一本負け。5月、パンクラスで緊急オファーの為にひとつ上のライト級で参戦。世界空手3位のYamamoto Shoheiの打撃に圧倒され判定負け。8月、パンクラスで元UFCファイター田村一聖に健闘するもフィジカルで圧倒され判定負け。10月、人生初のバンタム級に階級を下げ、初の海外試合HEX Fightに参戦。グスタボファルシローリに1本負け。12月、パンクラス大阪で辻川凌平に判定勝利。
2016年
4月、パンクラスでハルク大城に健闘したが判定負け。9月、パンクラスで山口亮に判定負け。